# Quinault Indián Nemzet

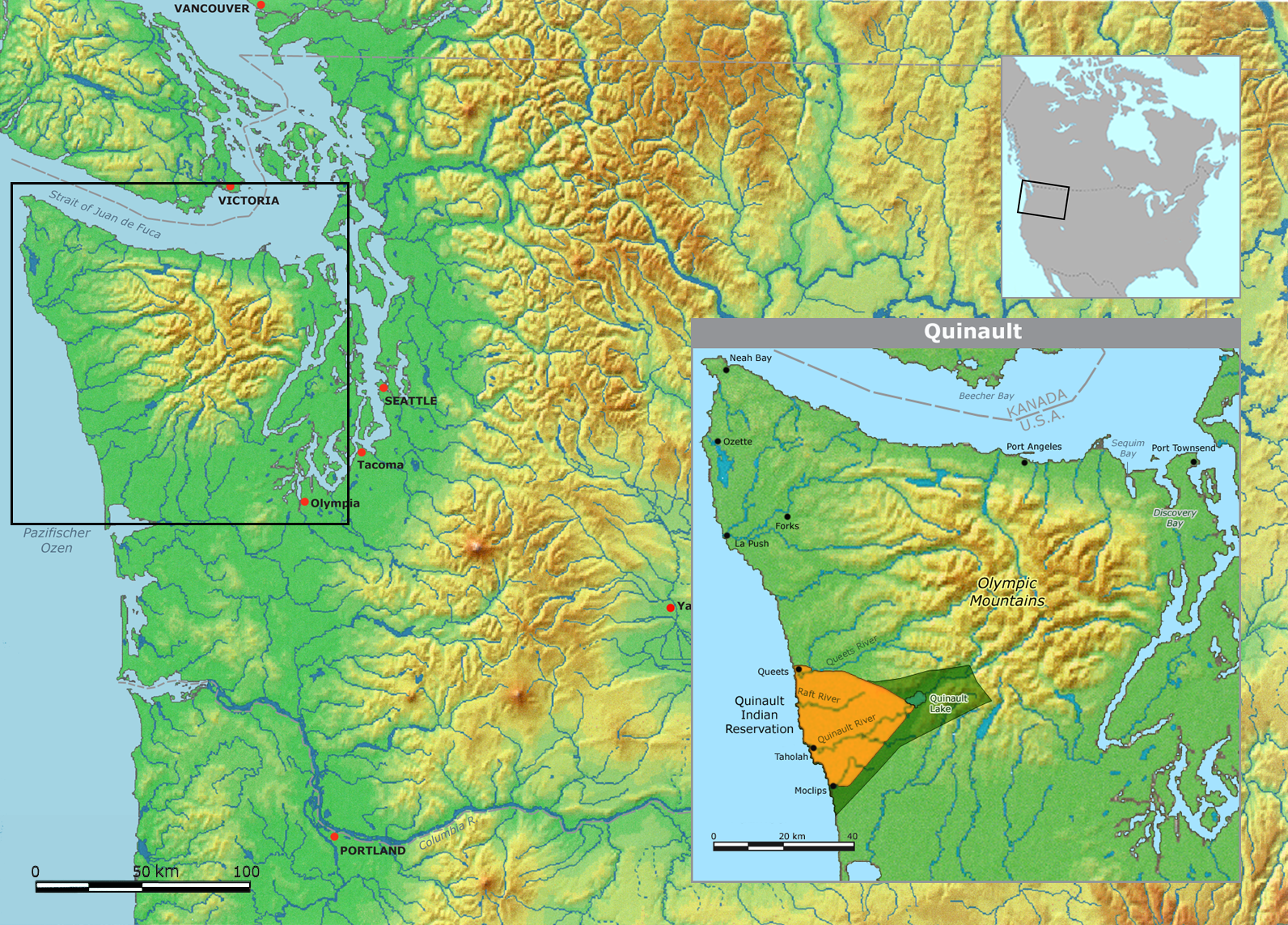
A Quinault törzs területei

A Quinault Indián Nemzet (kiejtése: kwɪˈnɒlt vagy kwɪˈnɔːlt, korábban A Quinault Rezervátum Quinault Törzse) a quinault, queets, quileute, hoh, chehalis, chinook és cowlitz indiánokat tömörítő, szövetségileg elismert szervezet.
A törzs Grays Harbor megye legnagyobb foglalkoztatója. 2018 júniusában 25 millió dollárból elkészültek a Quinault Beach Resort and Casino felújítási és bővítési munkálatai.

## Rezervátum
Az 1855-ben alapított Quinault rezervátum az USA Washington államának Grays Harbor és Jefferson megyéiben helyezkedik el. A 84,2 hektáros rezervátum 37 kilométer hosszan terül el az óceánparton.

## Közigazgatás
A tizenegy tagú törzsi tanács székhelye Taholah településen van. A törzs törvényeit 1922. augusztus 24-én, alkotmányát pedig 1975-ben fogadták el.

## Beszélt nyelvek
A rezervátum lakói egykor a quileute, cowlitz és chinook nyelveket beszélték.

## Fordítás
- Ez a szócikk részben vagy egészben  a   Quinault Indian Nation című angol Wikipédia-szócikk ezen változatának fordításán alapul.  Az eredeti cikk szerkesztőit annak laptörténete sorolja fel. Ez a jelzés csupán a megfogalmazás eredetét és a szerzői jogokat jelzi, nem szolgál a cikkben szereplő információk forrásmegjelöléseként.